# Kombolói

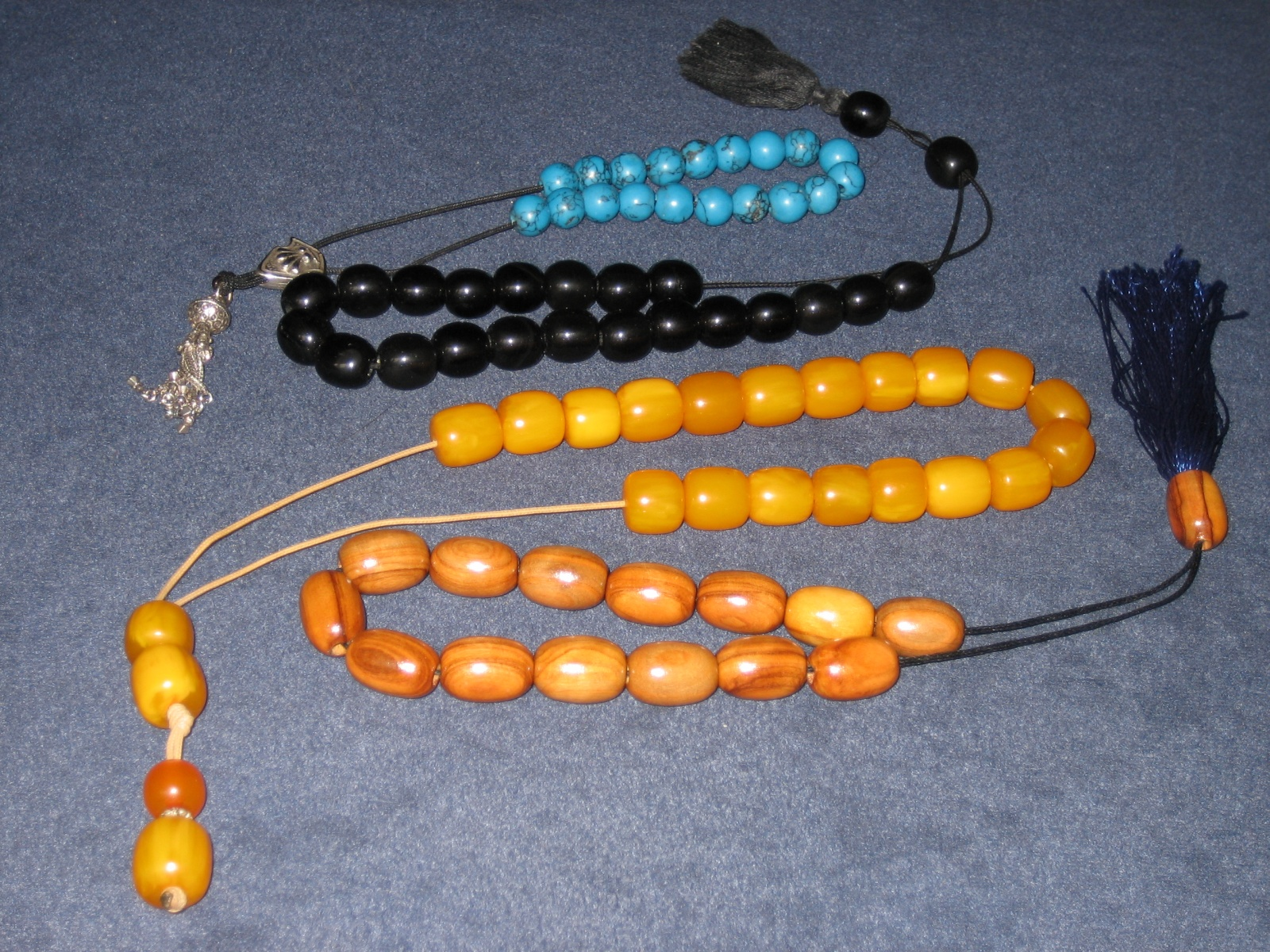
Exemplos de kombolóis.

Kombolói (em grego:  Κομπολόι, AFI: [kombo'loj] ou [kobo'loj]) é um brinquedo popular de contas grego, similar a um rosário mas sem finalidade religiosa. Usado como um passatempo relaxante e método de controle stress. A maioria dos kombolói têm entre 16 e 20 contas com uma conta encerrando e para fora, geralmente decorada por um pendão. Podem ser presas em couro, corda ou correntinhas. Existem muitas variedades de plásticos, cerâmica, pedra, cristal, âmbar, coral etc. Com adições de medalhas religiosas, como São Cristóvão, padroeiro dos viajantes ou imagens da cultura grega para os turistas.
Como em geral a arte popular grega, a origem do kombolói não é clara. Alguns afirmam que eles são uma aquisição recente para a cultura continental grega, aparecendo atrás de apenas 70 ou 80 anos, e então chegar a um estado de moda. Alguns dizem que é uma imitação de fios e contas de oração turcos, usado pelos oprimidos gregos para ironizar seus captores. Há a hipótese, talvez mais provável, que seja uma derivação do komboskini, o cordão de oração dos ortodoxos, usado principalmente pelos monges; como a palavra Komboloi significa "pensar" esta pode ser sua verdadeira origem.
Até recentemente, o kombolói era um objeto de homens e raramente era visto nas mãos das mulheres. Melina Mercouri era uma exceção, e que muitas vezes pode ser visto usando um kombolói de prata em público durante a sua luta pelo reconhecimento da soberania cultural grega. Mas hoje, superando a tradição cultural e tornando-se um item de moda, homens e mulheres usam-no.